# خودزنی (فیلم)
خودزنی فیلمی به کارگردانی و نویسندگی احمد کاوری و تهیه‌کنندگی اردشیر ایران‌نژاد محصول سال ۱۳۹۰ است.
تیتراژ این فیلم را رضا یزدانی با ترانه ای به نام خودزنی خوانده است.

## خلاصه فیلم
کیانوش پس از آزادی از زندان به دنبال یافتن همسر سابق و فرزندش می‌رود. او در این مسیر با مشکلات و خطرهایی مواجه می‌شود و برای اعاده حیثیت و بازپس‌گیری خانواده از دست رفته‌اش تلاش می‌کند.

## جشنواره‌ها
- حضور در سی‌امین دوره جشنواره فیلم فجر